# Miopieris talboti
Miopieris talboti is een vlinder uit de familie van de witjes (Pieridae). De wetenschappelijke naam van de soort is voor het eerst geldig gepubliceerd in 1942 door Zeuner.